# Friedrich Wilhelm von Seydlitz
Friedrich Wilhelm von Seydlitz (Kalkar, 3 febbraio 1721 – Ohlau, 8 novembre 1773) è stato un generale prussiano del XVIII secolo.

## Biografia

### Gioventù
Von Seydlitz nacque a Kalkar nel Ducato di Kleve, figlio di Daniel Florian von Seydlitz, un importante membro della cavalleria prussiana. Dopo la morte del padre, nel 1728, visse con la madre in ristrettezze economiche, ma all'età di quattordici anni entrò alla corte del Margravio Federico Guglielmo di Brandeburgo-Schwedt, che era stato colonnello del padre. Durante la vita di corte, Seydlitz iniziò la sua passione per il tabacco, le donne, e si distinse per le sue prodezze equestri.

### Carriera
Nel 1740 von Seydlitz come cornetta del reggimento del Margravio entrò nei corazzieri prussiani. Figura subalterna nella prima guerra di Slesia, fu fatto prigioniero nel maggio 1742, ma fu presto liberato per l'intercessione diretta del Re Federico II di Prussia che acconsentì a scambiare un capitano austriaco per lui. Nel 1743 il Re lo nominò capitano del 4° Ussari guidando il reparto nella seconda guerra di Slesia, e dopo la battaglia di Hohenfriedberg (1745) venne promosso maggiore all'età di 24 anni. Von Seydlitz, di nove anni più giovane di Federico il Grande, era alto, magro, e un superbo cavaliere, nonché riconosciuto donnaiolo.
Alla fine della guerra von Seydlitz era al comando di 15 squadroni, e le sue abilità al comando gli assicurarono la promozione nel 1752 al rango di tenente colonnello e nel 1753 al comando dell'8° Corazzieri. Sotto la sua guida il reparto divenne ben presto un modello per il resto dell'esercito prussiano. Nel 1755 venne nominato colonnello.
Nel 1756 scoppiò la Guerra dei sette anni. Nel maggio 1757, contravvenendo alla consuetudine di tenere la cavalleria pesante in riserva, von Seydlitz portò il suo reggimento in prima linea, unendosi all'avanguardia nella battaglia di Praga, dove quasi perdette la vita nel tentativo di attraversare un terreno paludoso. Durante la battaglia di Kolín nel giugno 1757, a capo di una brigata di cavalleria, si distinse nel corso di un attacco contro una postazione austriaca; due giorni dopo, il Re lo nominò maggior generale decorandolo con la Pour le Mérite.

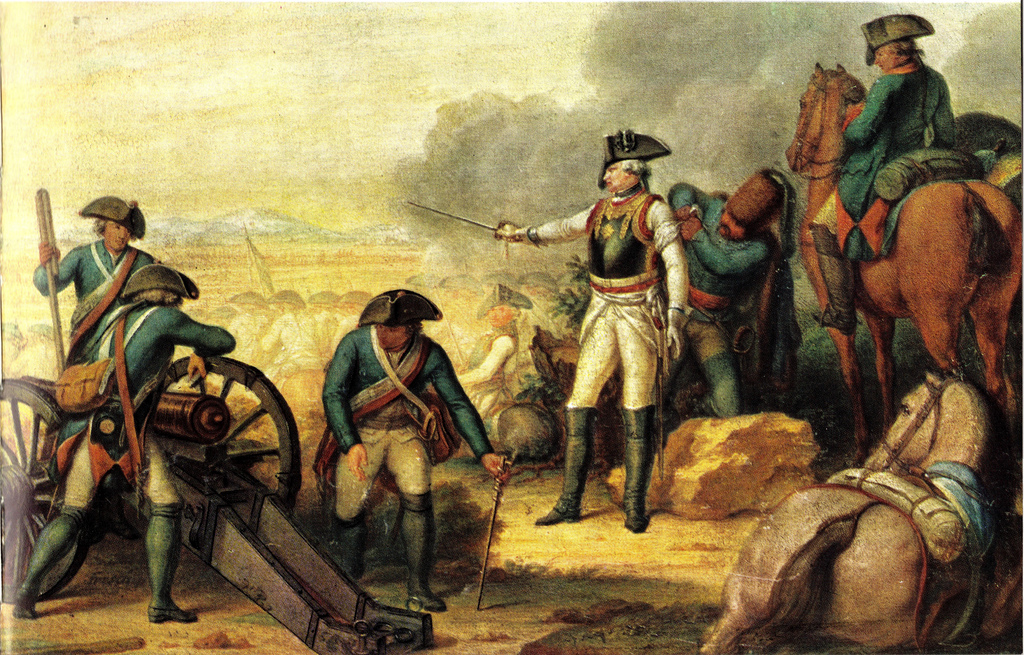
Von Seydlitz durante la battaglia di Roßbach.

Nelle settimane che seguirono il disastro di Kolín, von Seydlitz dimostrò tutte la sua energia e il suo spirito guerriero negli scontri di cavalleria in diverse occasioni. La mattina della battaglia di Roßbach, Federico decise di nominarlo comandante di tutta la cavalleria prussiana, al posto di due più alti generali. La battaglia portò alla disfatta e alla completa disorganizzazione delle forze austro-francesi: a un certo punto dello scontro von Seydlitz, senza aspettare ordini diretti, decise di reimpiegare la cavalleria prussiana. Questo fatto si rivelò un fattore cruciale nella battaglia, tanto che solo sette battaglioni dell'esercito prussiano vennero impiegati, dato che furono determinanti i 38 squadroni di cavallerie di von Seydlitz. La notte stessa della battaglia, il Re gli assegnò l'Ordine dell'Aquila nera, promuovendolo luogotenente generale. Purtroppo, durante la battaglia, von Seydlitz venne ferito, rimanendo perciò lontano dai campi di battaglia per i successivi quattro mesi.
Pienamente ristabilito von Seydlitz raggiunse il re nel 1758, e nella battaglia di Zorndorf (25 agosto 1758) la sua cavalleria fu nuovamente decisiva. Nella battaglia di Hochkirch (14 ottobre 1758), con 108 squadroni coprì la ritirata del grosso dell'esercito verso la Prussia, e nel disastro di Kunersdorf (12 agosto 1759) von Seydlitz fu gravemente ferito nel vano tentativo di conquistare una collina tenuta dalle forze russe. Durante la convalescenza sposò la contessa Albertine Hacke. Raggiunse nuovamente l'esercito nel maggio 1760, ma la sua salute era talmente compromessa che Federico decise di rimandarlo a casa. Mentre si trovava nella capitale, contribuì ad organizzare la difesa della città durante il raid su Berlino dell'esercito austro-russo (ottobre 1760).

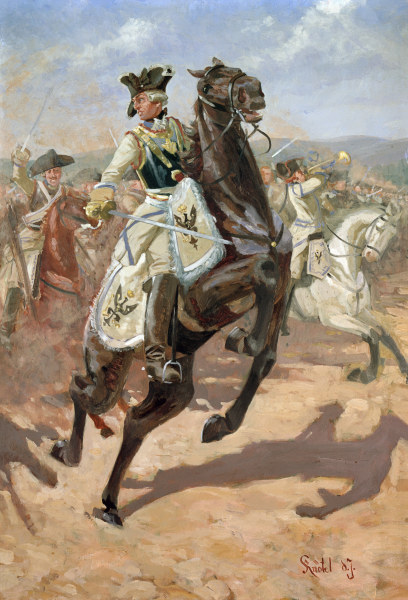
Dipinto raffigurante von Seydlitz.

Seydlitz non ricomparve al fronte fino al 1761. Ottenne il comando di un'ala dell'esercito del principe Enrico, reparto che comprendeva tutte le varie armi, il che sollevò molti dubbi da parte di alcuni altri ufficiali circa la sua idoneità per tale comando, dato che fino ad allora aveva prestato servizio unicamente nella cavalleria. La risposta ai suoi critici fu la sua condotta nella battaglia di Freiberg il 29 ottobre 1762, dove la sua fanteria e la cavalleria, determinarono una decisiva vittoria prussiana.
Dopo il Trattato di Hubertusburg (1763) divenne ispettore generale della cavalleria in Slesia, dove erano di stanza, in modo permanente, undici reggimenti e dove Federico inviava tutti i suoi ufficiali più promettenti per essere addestrati.

### Morte
Nel 1767, von Seydlitz venne nominato generale di cavalleria, ma i suoi ultimi anni furono offuscati da problemi familiari. Sua moglie gli divenne infedele, e le sue due figlie si sposarono e divorziarono più volte. Nel contempo diversi equivoci sancirono il raffreddamento dei rapporti col Re, e solo nell'ultima fase della malattia, pochi mesi prima della sua morte, nell'agosto 1773, i due si rincontrarono, presso la casa di von Seydlitz, a Minkowski vicino a Ohlau (oggi Oława, in Polonia). Von Seydlitz morì di paralisi l'8 novembre 1773.